# Oosterparkers
Voetbalvereniging Oosterparkers is een Nederlandse amateurvoetbalclub uit de stad Groningen. Het eerste elftal speelt in de Vijfde klasse zaterdag (2020/21). In de jaren vijftig speelde de club korte tijd betaald voetbal.

## Geschiedenis
In de jaren veertig telde de Groningse Oosterparkwijk, een arbeiderswijk die ook wel bekendstond als 'Plan Oost', drie voetbalclubs: BRC, Groen-Wit en Oostelijke Boys. Op 18 mei 1945 fuseerden deze clubs. De nieuwe fusieclub kreeg de naam Oosterparkers. De oprichtingsdatum van de oudste club, BRC, werd daarbij als oprichtingsdatum aangehouden. Thuishaven van de fusieclub was Sportpark Oosterpark.
In de glorietijd - de vroege jaren vijftig - was Oosterparkers een van de grootste voetbalverenigingen van Nederland. De club had een heel grote jeugdafdeling en was financieel kerngezond. In het seizoen 1951-1952 speelde Oosterparkers een promotiewedstrijd tegen ZFC uit Zaandam. Het Oosterpark zat met 13.000 toeschouwers bomvol. Oosterparkers won de onderlinge confrontatie en promoveerde naar de eerste klasse.
De Oosterparkers voetbalden tot 1989 in het Oosterpark stadion, waarna ze gingen voetballen op sportvelden aan het Van Starkenborghkanaal. Tien jaar voetbalde Oosterparkers op de velden aan het Van Starkenborghkanaal. Daarna verhuisde de club noodgedwongen naar de velden bij het nieuwe recreatiegebied Kardinge, want de gemeente wilde koopwoningen laten bouwen op het Van Starkenborghcomplex.
De bekendste oud-speler van Oosterparkers is Dick Nanninga, die in 1978 in de WK-finale Argentinië - Nederland de 1-1 scoorde en ook jarenlang in de Eredivisie voor Roda JC speelde.

## Competitieresultaten 1997–2018 (zaterdag)
| 11 6A |

|  |

|  |

|  |

| 11 5E |

| 9 5F |

| 3 5F |

| 4 5D |

| 9 5D |

| 2 5A |

| 7 5D |

| - 5D |

| Vijfde klasse |
| Zesde klasse  |

## Competitieresultaten 1956–2012 (zondag)
| 11 C |

| 12 A |

| 15 B |

| 14 B |

|  |

|  |

|  |

|  |

|  |

|  |

|  |

|  |

|  |

|  |

|  |

| 1 2A |

| 2 1C |

| 9 1C |

| 12 1C |

| 11 2B |

| 7 3B |

| 1 3B |

| 10 2A |

| 2 2A |

| 10 2A |

| 2 2A |

| 6 2A |

| 11 2A |

| 6 3B |

| 8 3B |

| 10 3B |

| 12 3B |

| 2 4E |

| 1 4E |

| 2 3D |

| 6 2B |

| 1 2A |

| 5 1C |

| 2 1C |

| 10 1C |

| 12 2A |

| 3 3B |

| 11 3B |

| 1 4C |

| 4 3B |

| 2 3B |

| 12 2L |

| 9 3C |

| 5 3B |

| 8 3B |

| 12 3C |

| 1 4D |

| 7 3C |

| 9 3D |

| 11 3C |

| 6 4C |

| 14 4B |

| Eerste klasse (profniveau) | Tweede divisie | Eerste klasse | Tweede klasse | Derde klasse | Vierde klasse |

In elke staaf van de grafiek staat van boven naar beneden vermeld: 
- Eindnotering

Dit is de positie die de club heeft bereikt in de competitie, zonder eventuele beslissings-, play-off- of nacompetitiewedstrijden die nodig zijn geweest om bijvoorbeeld de kampioen van de competitie te bepalen.
Indien een * achter het getal staat is de notering een tussenstand en kan het zijn dat de notering niet overeenkomt met de uiteindelijke eindstand van de competitie.
Staat er een - dan is het seizoen nog bezig en is er geen definitieve uitslag bekend.
Staat er xx op de positie van de notering, dan heeft de club vroegtijdig de competitie verlaten. Dit kan onder andere komen door terugtrekking van het team, faillissement van de club of door een uitgedeelde straf van de KNVB. In veel gevallen staat elders in het artikel de reden vermeld.
Staat er een ? dan is het resultaat uit het verleden onbekend, en is alleen de competitie of het niveau bekend van dat seizoen.
In de seizoenen 2019/20 en 2020/21 werd wegens de coronacrisis het amateurvoetbal afgebroken. Daardoor kennen deze staven geen eindklassering (middels -- weergegeven).
- Competitieniveau en afdelingsletter of Officiële eindstand Eredivisie
  - Competitieniveau en afdelingsletter

Hierbij geeft het getal het niveau weer, dat ook terug te vinden is in de legenda. De letter is de afdelingsaanduiding en wordt gebruikt wanneer er meer afdelingen zijn op hetzelfde niveau. De afdelingsletter is altijd een hoofdletter en wordt meestal zonder nummer gebruikt.
Voorbeeld: 2F is niveau 2e klasse competitie F.
Het competitieniveau en nummer wordt niet vermeld wanneer er slechts één competitie van dit niveau was.
  - Officiële eindstand Eredivisie (getal staat tussen haakjes vermeld)

Sinds de introductie van play-offwedstrijden voor Europees voetbal na afloop van de reguliere competitie in 2005/06, is de KNVB verplicht een eindstand van de Eredivisie door te geven aan de UEFA aan de hand van deze play-offwedstrijden.
Bij deze eindstand staan clubs die zich hebben gekwalificeerd voor Europees voetbal hoger dan clubs die zich niet wisten te kwalificeren. Indien er geen verschil was tussen de eindnotering en de officiële eindstand, staat dit getal niet vermeld.

- Onderafdeling

Hier staat afgekort de naam van de onderafdeling indien de club in dat jaar in een onderafdeling uitkwam. Tevens staat deze afkorting in de legenda en wordt gelinkt naar het artikel over deze onderafdeling. Deze afkorting wordt alleen vermeld wanneer de club in het verleden in verschillende onderafdelingen heeft gespeeld. Deze vermelding is in de staaf altijd in kleine letters. Deze onderafdelingen zijn na het seizoen 1995/96 afgeschaft. Heeft de club in slechts één onderafdeling gespeeld, dan is dit alleen terug te vinden in de legenda.
Onder de staaf staat het jaartal vermeld waarin het seizoen is afgesloten. 15 verwijst naar het seizoen 2014/15 of eventueel het seizoen 1914/15.
Wanneer een staaf leeg is, zijn deze gegevens niet bekend. Het kan ook zijn dat de club dat seizoen niet heeft meegespeeld op het hogere amateurniveau, vroegtijdig de competitie heeft verlaten of uit de competitie is gezet.

In het seizoen 1944/45 was er wegens de Tweede Wereldoorlog geen regulier competitievoetbal.

## Betaald voetbal
Net als stadgenoten GVAV, Be Quick en Velocitas stortte Oosterparkers zich in 1954 in het avontuur van het betaalde voetbal. In het seizoen 1956-1957 eindigde de club op de twaalfde plaats in de Tweede Divisie A, die vijftien clubs telde. Het jaar daarop eindigde de club als vijftiende en laatste in de Tweede Divisie B. Het seizoen 1958-1959 was evenmin succesvol: Oosterparkers werd opnieuw laatste. Dit betekende dat de club het seizoen daarop deel moest nemen aan een nacompetitie om zijn plek in het profvoetbal te behouden. Oosterparkers besloot deze nacompetitie echter niet af te wachten en keerde vrijwillig terug naar de amateurs.

### Seizoensoverzichten
| Resultaten van Oosterparkers sinds de toetreding in het betaald voetbal in 1955 | Resultaten van Oosterparkers sinds de toetreding in het betaald voetbal in 1955 | Resultaten van Oosterparkers sinds de toetreding in het betaald voetbal in 1955 | Resultaten van Oosterparkers sinds de toetreding in het betaald voetbal in 1955 | Resultaten van Oosterparkers sinds de toetreding in het betaald voetbal in 1955 | Resultaten van Oosterparkers sinds de toetreding in het betaald voetbal in 1955 | Resultaten van Oosterparkers sinds de toetreding in het betaald voetbal in 1955 | Resultaten van Oosterparkers sinds de toetreding in het betaald voetbal in 1955 | Resultaten van Oosterparkers sinds de toetreding in het betaald voetbal in 1955 | Resultaten van Oosterparkers sinds de toetreding in het betaald voetbal in 1955 | Resultaten van Oosterparkers sinds de toetreding in het betaald voetbal in 1955 | Resultaten van Oosterparkers sinds de toetreding in het betaald voetbal in 1955 | Resultaten van Oosterparkers sinds de toetreding in het betaald voetbal in 1955                                                         |
| Seizoen                                                                         | Competitie                                                                      | Competitie                                                                      | Competitie                                                                      | Competitie                                                                      | Competitie                                                                      | Competitie                                                                      | Competitie                                                                      | Competitie                                                                      | Competitie                                                                      | Kwalificatie                                                                    | KNVB Beker                                                                      | Bijzonderheid |
| Seizoen                                                                         | Divisie                                                                         | GW                                                                              | W                                                                               | G                                                                               | V                                                                               | PNT                                                                             | DV                                                                              | DT                                                                              | POS                                                                             | Kwalificatie                                                                    | KNVB Beker                                                                      | Bijzonderheid |
| ------------------------------------------------------------------------------- | ------------------------------------------------------------------------------- | ------------------------------------------------------------------------------- | ------------------------------------------------------------------------------- | ------------------------------------------------------------------------------- | ------------------------------------------------------------------------------- | ------------------------------------------------------------------------------- | ------------------------------------------------------------------------------- | ------------------------------------------------------------------------------- | ------------------------------------------------------------------------------- | ------------------------------------------------------------------------------- | ------------------------------------------------------------------------------- | --- |
| 1955/56                                                                         | Eerste klasse C                                                                 | 30                                                                              | 10                                                                              | 6                                                                               | 14                                                                              | 26                                                                              | 51                                                                              | 56                                                                              | 11e                                                                             | Tweede divisie                                                                  | Geen bekertoernooi                                                              | Oosterparkers treedt toe tot het betaald voetbal                                                                                        |
| 1956/57                                                                         | Tweede divisie A                                                                | 28                                                                              | 10                                                                              | 2                                                                               | 16                                                                              | 22                                                                              | 49                                                                              | 73                                                                              | 12e                                                                             | –                                                                               | Geen deelname                                                                   | – |
| 1957/58                                                                         | Tweede divisie B                                                                | 28                                                                              | 7                                                                               | 3                                                                               | 18                                                                              | 17                                                                              | 42                                                                              | 70                                                                              | 15e                                                                             | –                                                                               | Geen deelname                                                                   | – |
| 1958/59                                                                         | Tweede divisie B                                                                | 26                                                                              | 7                                                                               | 4                                                                               | 15                                                                              | 18                                                                              | 31                                                                              | 60                                                                              | 14e                                                                             | –                                                                               | 1e ronde                                                                        | Geplaatst voor nacompetitie tegen degradatie in volgende seizoen, maar Oosterparkers besluit vrijwillig terug te keren naar de amateurs |

### Topscorers
- 1955/56:  Jan Groninger (15)
- 1956/57:  Jan Groninger (20)
- 1957/58:  Klaas Snip (12)
- 1958/59:  René Stiekema (7)

### Trainers
- 1952–1955:  Bob Moll
- 1955–1957:  Appie Jansen
- 1957–1959:  Teunis Prins

## Bekende (oud-)trainers
- Siep Benninga